# Clara von Goßler
Clara von Goßler, auch Klara von Gossler (* 27. März 1827 in Berlin; † 19. Dezember 1864 ebenda), war eine deutsche Pianistin und Komponistin.

## Leben

### Herkunft und Familie
Clara von Goßler war eine Tochter des Generalstaatsanwalts und Wirklichen Geheimen Oberjustizrat Conrad Christian von Goßler und seiner zweiten Ehefrau Henriette Charlotte von Rumohr (1786–1845). Sie entstammte der Familie Goßler. Der Landrat Eugen von Goßler (III. Linie des Adelsgeschlechts) war ihr Bruder. Ihre Stiefbrüder waren u. a. der Wirklicher Geheimer Rat und Staatsminister Gustav Albert von Goßler (I. Linie des Adelsgeschlechts) und der preußische Kanzler Karl Gustav von Goßler (II. Linie des Adelsgeschlechts).

### Ausbildung bei Clara Schumann
Am 8. Juli 1853 schrieb Clara Schumann, die damals in Düsseldorf lebte, an ihre Mutter Mariane Bargiel in Berlin: „Gestern war ein Frl. v. Gohsler aus Berlin (welche im Octbr. hierher kommt um bei mir zu studieren und sich hier eingemiethet hat) bei mir […] Kennst Du das Fräulein?“ Einzelheiten ihrer Ausbildung sowie deren Dauer sind bislang nicht bekannt.

### Künstlerisches Schaffen
Clara von Goßler soll nach Aussagen von Zeitgenossen eine hervorragende Pianistin und Komponistin gewesen sein, hatte aber ihren Wirkungskreis hauptsächlich im privaten Raum. Trotzdem sind einige Stücke als Op. 1 bis Op. 4 überliefert und in einigen, zeitgenössischen Rezensionen behandelt worden. Robert Franz hatte ebenfalls mehrere Kompositionen von ihr begutachtet, was aus einem Briefwechsel mit Arnold Senfft von Pilsach hervorgeht.
Sie war sehr gut mit Theodor Storm befreundet, welchen sie über ihren Stiefbruder Karl Gustav von Goßler 1854 in Berlin kennenlernte. Op. 2 und Op. 3 widmete sie Theodor Storm persönlich in einem Brief 1864. Theodor Storm schrieb 1864 an Theodor Fontane, dass die Lieder „ausgezeichnet“ seien. Später wurde sie Patin seiner Tochter Lucie.
Zum 200. Geburtstag von Theodor Storm wurden die Werke Die Lieb´ist wie ein Wiegenlied und Und fragst du, warum so trübe 2017 in Wolfenbüttel vorgetragen.

## Werke (Auswahl)
- Op. 1: Sechs Lieder, 1863
  1. Ich schleich‘ umher (Text von August von Platen-Hallermünde)
  2. Über Nacht
  3. Mit schwarzen Segel (Text von Heinrich Heine)
  4. Fein's Rösslein, ich beschlage dich (Text von Nikolaus Lenau)
  5. Es rinnen die Wasser (Text von Franz Theodor Kugler)
  6. Will dich ja lieben
- Op. 2: Sechs Lieder für Mezzosopran mit Begleitung des Pianoforte, 1864
  1. In düst're Weite
  2. O jubelvolle Frühlingslust (Text von Edmund Höfer)
  3. Ach oftmals sah' ich Rosen blüh'n (Text von Berthold Sigismund)
  4. Ich armes Käuzlein (Text von Wernher von Tegernsee)
  5. Die Lieb' ist wie ein Wiegenlied (Text von Theodor Storm)
  6. Und fragst du, warum so trübe (Text von Theodor Storm)
- Op. 3: Sechs Lieder für Mezzosopran, 1864
  1. Rosenzeit, wie schnell vorbei
  2. Du Bächlein, nicht so schnelle
  3. Mondlichtnacht
  4. An die Nachtigallen
  5. Frühlingslied
  6. Ich wollt, dass ich daheima wär’!
- Op. 4: Lose Blätter, Sechs Klavierstücke, 1864
  1. Die Vögel zwitschern
  2. Wald-Maiblumen
  3. Wilde Rose
  4. Schmetterling
  5. Herbst-Zeitlose
  6. Schneeweisse Christblume

## Rezensionen (Auswahl)
- Sechs Lieder Op. 1, Neue Berliner Musikzeitung, 1863, S. 177
- Sechs Lieder für eine Singstimme mit Begleitung des Pianoforte (Op. 2), Niederrheinische Musik-Zeitung, Nr. 44, 1864, S. 349
- Op. 4, Lose Blätter, Neue Zeitschrift für Musik, Jahrgang 32, Band 61, 1865, S. 117
- Lose Blätter, Sechs Clavierstücke Op. 4, Signale für die musikalische Welt, Nr. 28, 23. Jahrgang, 1865, S. 450